# Lorenzo Ravagli
Lorenzo Ravagli (* 1957 in Basel) ist ein Schweizer anthroposophischer Autor, Verleger und Herausgeber. Seine Publikationen sind umstritten.

## Leben
Ravagli studierte Philosophie und Schauspiel in Basel und Dornach. Beim Bund der Freien Waldorfschulen ist Ravagli seit 2010 für deren Zeitschrift Erziehungskunst als Online-Redakteur tätig. Er war Herausgeber und Chefredakteur des Jahrbuchs für anthroposophische Kritik (1993–2005) und Herausgeber der Zweimonatsschrift forum: Zeitschrift für Erziehung, Umwelt und Gesundheit (1995–1998).

## Rezeption
Im Zuge der Debatten über rassistische Äußerungen im Werk Rudolf Steiners untersuchte Ravagli in seinem Buch Unter Hammer und Hakenkreuz. Der völkisch-nationalsozialistische Kampf gegen die Anthroposophie die Kritik völkischer Gruppen an der Anthroposophie. Der katholische Theologe und Religionswissenschaftler Helmut Zander  rezensierte Ravaglis Publikation und stellt fest, dass Ravagli die Angriffe auf Steiner ins Gegenteil verkehrt und bescheinigt dem Werk handwerkliche Mängel, Apologetik und fehlende Ambivalenz. Ravagli stelle zwar differenziert dar, dass die Anthroposophie aufgrund von Steiners Rassismen nicht umstandslos zur „rechten“ Esoterik gehöre, marginalisiere aber die Schnittmengen im Denken Steiners zu völkischen Esoterikern, blende seine Rassentheorien nahezu aus und unterziehe sie keiner Kritik, weil er Kritiker, die das tun, für „bedauerliche Irrläufer“ der Wissenschaft mit „schielendem Blick“ hält (S. 343). Dabei werde Steiner zur Lichtgestalt verklärt, während Ravagli die Völkischen zu „Pseudotheosophen“ und „Pseudoesoterikern“ degradiere und der Esoterikerin Helena Petrovna Blavatsky Antijudaismus anlaste, während er Steiners Antijudaismus, seine Völkerstereotypen oder seine Demokratiekritik ausblende. Ravagli wiederum wirft Zander ähnliche Fehler und unsauberer Arbeitsweise, sowie Voreingenommenheit vor: „Vielmehr geht es um den Nachweis einer geradezu systematischen Verdrehung, Verfälschung und Entstellung von Texten Rudolf Steiners, auf die Helmut Zander sich bei seinen weitreichenden Deutungen und Umdeutungen spezialisiert hat. Man kann geradezu von einer »Methode Zander« sprechen.“
Als das Familienministerium der CDU-Politikerin Ursula von der Leyen 2007 die Indizierung der Rudolf-Steiner-Gesamtausgaben Nr. 107 und Nr. 121 anstrengte, weil sich darin zahlreiche Zitate fänden die rassistisch wären, wurde Ravagli durch seine Versuche bekannt, den Begründer der Anthroposophie, Rudolf Steiner, gegen Vorwürfe des Rassismus und Antisemitismus in Schutz zu nehmen.
Die Kulturwissenschaftlerin Jana Husmann-Kastein warf Lorenzo Ravagli in ihrem Gutachten zu einem Indizierungsverfahren der Bundesprüfstelle für jugendgefährdende Medien, in dem sie sich mit zwei Büchern Steiners zu befassen hatte, vor, er habe in einem als Co-Autor in den Jahren 2001 und 2002 herausgegebenen Buch die rassistischen Standpunkte Rudolf Steiners in unzumutbarem Maße abgestritten und zum Humanismus umgedeutet. Zudem würden Kritiker Steiners von Ravagli massiv diffamiert. Dass Ravagli mit seinem Kollegen alles legitimiere, was Steiner zu „Menschenrassen“ gesagt und geschrieben habe, sei nicht mit mangelnder Textkenntnis zu entschuldigen, da Steiners einschlägige Rassismen zitiert würden. Im selben Zeitraum war Ravagli mit dem Co-Autor und niedersächsischen NPD-Spitzenfunktionär Andreas Molau, einem vormaligen Waldorf-Lehrer, an einem Buchprojekt mit dem Titel Falsche Propheten beteiligt, in dem sich die beiden Autoren mit dem Verhältnis nationalistischen Gedankenguts und den Lehren Steiners auseinandersetzten.

## Kontroversen
Gemäß der Kulturwissenschaftlerin Jana Husmann-Kastein habe Ravagli Kritiker der Anthroposophie als rassistoide Antirassisten und faschistoide Antifaschisten diffamiert. Ravagli stieg aus dem mit dem niedersächsischen NPD-Spitzenfunktionär Andreas Molau geplanten Buchprojekt „Falsche Propheten“ kurz vor der Präsentation auf der Frankfurter Buchmesse aus, weil „ein Buchprojekt mit einem bekennenden Rechtsaußen derzeit von der Öffentlichkeit im falschen Kontext bewertet werden könnte“. Ravagli äußerte über seine Motivation zu diesem Manuskript: „Mir war und ist es wichtig, rechte Ideologen nicht pauschal abzulehnen. Ich halte eine inhaltliche Auseinandersetzung mit ihnen für notwendig.“ Um zu unterbinden, dass Molau aus dem gemeinsam verfassten Buchmanuskript zitiert, ließ sich Ravagli von dem Anwalt Michael Hubertus von Sprenger vertreten.

## Schriften (Auswahl)
- Die geheime Botschaft der Joanne K. Rowling: Ein Schlüssel zu Harry Potter. Verlag Urachhaus, Stuttgart 2007.
- Waldorfpädagogik und Erkenntnistheorie. Stuttgart 1993
- Meditationsphilosophie. Untersuchungen zum Verhältnis von Philosophie und Anthroposophie. (Schaffhausen 1993)
- Das Evangelium der Bewußtseins-Seele. Neukirche, Novalis-Verlag 1995
- Unter Hammer und Hakenkreuz. Der völkisch-nationalsozialistische Kampf gegen die Anthroposophie. Verlag Freies Geistesleben, Stuttgart 2004, ISBN 3-7725-1915-6
- Gespaltenes Antlitz. Amerika auf der Suche nach seiner Identität. Futurum Verlag 2008. ISBN 978-3-85636-195-2
- Zanders Erzählungen. Eine kritische Analyse des Werkes »Anthroposophie in Deutschland«. Berliner Wissenschafts-Verlag, Berlin 2009, ISBN 978-3-8305-1613-2
- Aufstieg zum Mythos. Ein Weg zur Heilung der Seele in apokalyptischer Zeit. Verlag Urachhaus 2009
- Prometheus und die Heilige Erde. Was uns der Mythos über die Gegenwart erzählt. München 2013